# Nikolai Mikluho-Maklai

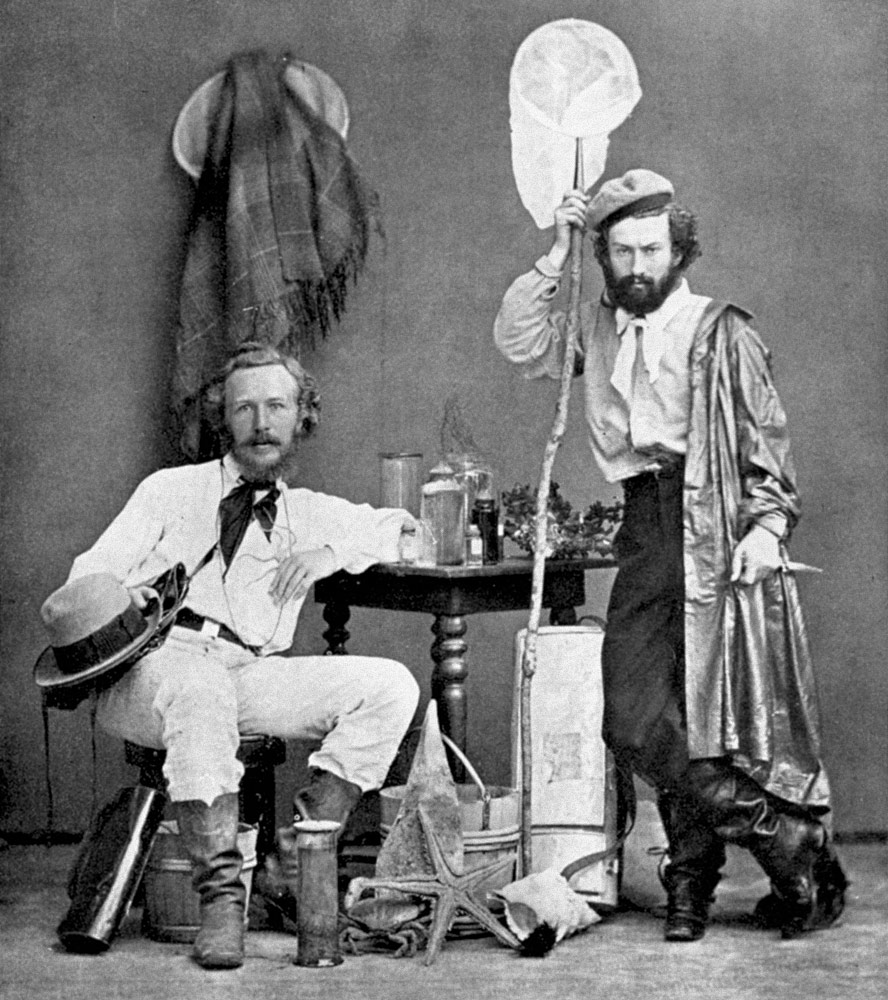
Ernst Haeckel și Nikolai Mikluho-Maklai în 1866 în insulele Canare

Nikolai Nikolaevici Mikluho-Maklai (de asemenea, Nikolai Mikluho-Maklai; (în rusă Николай Николаевич Миклухо-Маклай, transliterat: Nikolai Nikolaevici Mikluho-Maklai); (n. 5/17 iulie 1846, Q4536535⁠(d), Borovichskiy Uyezd⁠(d), gubernia Novgorod⁠(d), Imperiul Rus – d. 2/14 aprilie 1888, Sankt Petersburg, Imperiul Rus)  a fost cercetător, artist și umanist, iar pe lângă lucrările sale de biologie și zoologie este cunoscut cel mai bine ca antropolog și explorator al Noii Guinee.

## Biografie
Nikolai Mikluho-Maklai s-a născut la 17 (5) iulie 1846 în familia unui inginer feroviar, în Iaskovo, din provincia Novgorod. În 1858, familia s-a mutat în Sankt Petersburg, unde Nikolai și-a continuat studiile la un gimnaziu.
A devenit renumit pentru că a fost primul om de știință care a trăit în rândul populațiilor care nu văzuseră niciodată un european, care le-a studiat, este remarcabil pentru munca sa de explorator din Australia și opoziția sa față de sclavie.

## Scrieri
- Mikluho-Maklai, Nikolai Nikolaevici, Jurnal de călărorie, 2 volume, tradus de C. Carasievici, București, 1959: Editura Științifică

## Ecranizări
- 1947 Mikluho-Maklai – film biografic sovietic în regia lui Aleksandr Razumnîi